# Lei para a igualdade efetiva de mulheres e homens
A Lei da Igualdade, cujo verdadeiro título é Lei Orgânica 3/2007, de 22 de março, para a igualdade efetiva entre mulheres e homens, foi aprovada pelas Cortes Gerais de Espanha e publicada no BOE nº 71 de 23/03/2007.
Após a sua entrada em vigor, esta Lei foi objeto de recurso perante o Tribunal Constitucional em 20 de junho de 2007 pelo Partido Popular, principalmente o artigos que afeta as condições de paridade exigidas nas listas de candidatos às diferentes eleições que ocorrem na Espanha.
Este artigo é um resumo dos aspectos mais notáveis da Lei (também conhecida como LOIEMH), se necessário recomenda-se a leitura do texto completo da Lei publicado no BOE.
Posteriormente, em 2019, com o Real Decreto-Lei 6/2019, de 1 de março, sobre medidas urgentes para garantir a igualdade de tratamento e de oportunidades entre mulheres e homens no emprego e na profissão, foram incorporadas alterações na LOIEMH que afetaram especificamente os planos de igualdade nas empresas. Entre outros, foi modificado o artigo 45.2, que estabelecia a obrigação de todas as empresas com duzentas e cinquenta ou mais pessoas no seu quadro de pessoal terem um plano de igualdade. A partir desta RDL 6/2019, é exigido que o número de trabalhadores para o seu o cumprimento será de duzentos e cinquenta. Desta forma, aumentou o número de empresas com esta obrigação, e para ser cumprida de forma gradual, foi também incorporada na Lei Orgânica 3/2007, de 22 de Março, uma décima segunda disposição transitória.
Em outubro de 2020, foram aprovados dois decretos reais para responder à necessidade de proporcionar o desenvolvimento regulatório de planos de igualdade, bem como o seu diagnóstico, incluindo obrigações de registo, depósito e acesso, de acordo com o disposto na LOIEMHː
- Real Decreto 901/2020, de 13 de outubro, que regula os planos de igualdade e o seu registo e altera o Real Decreto 713/2010, de 28 de maio, sobre o registo e depósito de convenções e acordos coletivos de trabalho[3].
- Real Decreto 902/2020, de 13 de outubro, sobre a igualdade salarial entre mulheres e homens[4].

## Exposição de motivos
Na exposição de motivos da Lei constam, entre outros, os seguintes aspectos:
O artigo 14.º da Constituição espanhola proclama o direito à igualdade e à não discriminação com base no sexo. Por sua vez, o artigo 9.2 estabelece a obrigação dos poderes públicos de promover as condições para que a igualdade do indivíduo e dos grupos aos quais pertence seja real e efetiva.
A igualdade entre mulheres e homens é um princípio jurídico universal reconhecido em vários textos internacionais sobre direitos humanos, entre os quais a Convenção sobre a Eliminação de Todas as Formas de Discriminação contra as Mulheres, aprovada pela Assembleia Geral das Nações Unidas em Dezembro de 1979 e ratificada pela Espanha em 1983. Nesta mesma área é oportuno evocar os avanços introduzidos pelas conferências monográficas mundiais, como as de Nairobi em 1985 e as de Pequim em 1995.
A igualdade é também um princípio fundamental na União Europeia. Desde a entrada em vigor do Tratado de Amesterdão, em 1 de Maio de 1999, a igualdade entre mulheres e homens e a eliminação das desigualdades entre eles são um objectivo que deve ser integrado em todas as políticas e ações da União e dos seus membros.
Com efeito, é necessária uma ação regulamentar destinada a combater todas as restantes manifestações de discriminação, direta ou indireta, com base no sexo e a promover uma verdadeira igualdade entre mulheres e homens, com a remoção de obstáculos e estereótipos sociais que impedem a sua concretização. Esta exigência deriva da nossa ordem constitucional e integra um direito genuíno das mulheres, mas é ao mesmo tempo um elemento de enriquecimento da própria sociedade espanhola, que contribuirá para o desenvolvimento económico e para o aumento do emprego.
A Lei refere-se à generalidade das políticas públicas na Espanha, tanto estaduais como regionais e locais. E o faz no âmbito da atribuição constitucional ao Estado da competência para regular as condições básicas que garantam a igualdade de todos os espanhóis no exercício dos direitos constitucionais, embora contenha uma regulamentação mais detalhada nas áreas de competência, básicas ou legislativo, do Estado.
Os instrumentos básicos serão, neste sentido, e no âmbito da Administração Geral do Estado, um Plano Estratégico para a Igualdade de Oportunidades, a criação de uma Comissão Interministerial para a Igualdade com responsabilidades de coordenação, relatórios de impacto de género, cuja obrigatoriedade estende-se desde regulamentos legais a planos de especial relevância económica e social, relatórios periódicos ou avaliações sobre a eficácia do princípio da igualdade.
A conquista de uma igualdade real e efectiva na nossa sociedade exige não só o compromisso dos sujeitos públicos, mas também a sua promoção decisiva na órbita das relações entre os indivíduos. A regulação do acesso a bens e serviços é objeto de atenção por parte do Direito, conjugando os princípios da liberdade e da autonomia contratual com a promoção da igualdade entre mulheres e homens. Também se considerou oportuno estabelecer certas medidas para promover a igualdade efetiva nas empresas privadas, como as incluídas em matéria de contratação ou subsídios públicos ou em referência aos conselhos de administração.
A Lei dá especial atenção à correção da desigualdade na área específica das relações de trabalho. Através de uma série de disposições, reconhece-se o direito à conciliação da vida pessoal, familiar e profissional e incentiva-se uma maior corresponsabilidade entre mulheres e homens na divisão das obrigações familiares, critérios que inspiram toda a norma que aqui encontra a sua forma mais concreta e significativa.
A Lei visa promover a adoção de medidas concretas a favor da igualdade nas empresas, enquadrando-as no quadro da negociação coletiva, para que as partes, de forma livre e responsável, acordem o seu conteúdo. Neste sentido, o Real Decreto-Lei 6/2019, de 1 de março, sobre medidas urgentes para garantir a igualdade de tratamento e de oportunidades entre mulheres e homens no emprego e na profissão, estabelece os prazos que as diferentes empresas têm, de acordo com o seu número de trabalhadores, implementar e registar o seu próprio plano de igualdade. O prazo para todas as empresas com mais de 50 profissionais terminou em março de 2022.
No mesmo âmbito laboral, mas com características próprias, estão previstas na Lei medidas específicas sobre processos de seleção e de oferta de postos de trabalho na Administração Geral do Estado. E a projeção da igualdade estende-se às Forças e Corpos de Segurança e às Forças Armadas.

## Estrutura da Lei
A Lei, em sua versão consolidada de 14/12/2020, está estruturada em um Título preliminar, oito Títulos, trinta e uma disposições adicionais, onze disposições transitórias, uma disposição revogatória e oito disposições finais.
- O Título Preliminar estabelece o objeto e o âmbito de aplicação da Lei.

- O Primeiro Título define, seguindo as indicações das directivas de referência, os conceitos e categorias jurídicas básicas relacionadas com a igualdade, tais como discriminação directa e indirecta, assédio sexual e assédio baseado no sexo, e acções positivas. Da mesma forma, determina as consequências jurídicas das condutas discriminatórias e incorpora garantias processuais para reforçar a proteção judicial do direito à igualdade.

- No Segundo Título, Primeiro Capítulo, são estabelecidas as orientações gerais de atuação dos poderes públicos em relação à igualdade, definidos o princípio da transversalidade e os instrumentos para a sua integração na preparação, execução e aplicação das regras. Está também consagrado o princípio da presença equilibrada de mulheres e homens nas listas eleitorais e nas nomeações dos poderes públicos, com as consequentes alterações nas Disposições Adicionais da Lei Eleitoral, regulando também os relatórios de impacto de gênero e o planeamento público de ações em prol da igualdade, que na Administração Geral do Estado se traduzirá num Plano Estratégico para a Igualdade de Oportunidades. O Capítulo II deste Título estabelece os critérios norteadores das políticas públicas de educação, cultura e saúde. Está também contemplada a promoção da incorporação das mulheres na sociedade da informação, a inclusão de medidas de eficácia da igualdade nas políticas de acesso à habitação e nas políticas de desenvolvimento rural.

- O Título III contém medidas para promover a igualdade nas redes sociais, com regras específicas para os meios de comunicação públicos, bem como instrumentos para controlar casos de publicidade com conteúdo discriminatório.

- O Título IV trata do direito ao trabalho com igualdade de oportunidades, incorporando medidas para garantir a igualdade entre mulheres e homens no acesso ao emprego, na formação e promoção profissional e nas condições de trabalho. Os direitos laborais dos trabalhadores também incluem a proteção contra o assédio sexual e o assédio baseado no sexo.

- O Título V, no seu Capítulo I, regula o princípio da igualdade no emprego público, estabelecendo os critérios gerais de atuação em prol da igualdade para todas as administrações públicas e, no seu Capítulo II, a presença equilibrada de mulheres e homens. órgãos de administração da Administração Geral do Estado, o que se aplica também aos órgãos de seleção e avaliação de pessoal e nas nomeações de membros de órgãos colegiados, comissões e conselhos de administração de empresas em cujo capital participe a referida Administração. O Capítulo III deste Título é dedicado às medidas de igualdade no emprego no âmbito da Administração Geral do Estado, num sentido análogo ao previsto para as relações laborais no sector privado, e com a previsão específica do mandato de aprovação de um protocolo de acção contra o assédio sexual e baseado no género. Os Capítulos IV e V regulam especificamente o respeito pelo princípio da igualdade nas Forças Armadas e nas Forças e Órgãos de Segurança do Estado.

- O Título VI da Lei é dedicado à igualdade de tratamento no acesso a bens e serviços, com especial referência aos seguros.

- O Título VII contempla a realização voluntária de ações de responsabilidade social pelas empresas em matéria de igualdade, que também podem ser objeto de concertação com a representação de trabalhadores, organizações de consumidores, associações de defesa da igualdade ou organismos de igualdade. Especificamente, é regulamentada a utilização destas ações para fins publicitários.

- O Título VIII da Lei estabelece uma série de disposições organizacionais, com a criação de uma Comissão Interministerial para a Igualdade entre mulheres e homens e de Unidades para a Igualdade em cada Ministério. A par do anterior, a Lei estabelece um Conselho de Participação da Mulher, como órgão colegiado que deve servir de canal de participação institucional nestas matérias.

## Matérias e Organismos Públicos que afetam a Lei
- Conselho Geral do Poder Judicial
- Corpo de Ayudantes de Instituições penitenciárias
- Discriminação
- Distintivos
- Emprego
- Empresas
- Excedencias
- Família
- Forças Armadas
- Forças e Corpos de Segurança do Estado
- Função Pública
- Homem
- Igualdade de oportunidades
- Instituto da Mulher
- Jornada trabalhista
- Mulher
- Organização da Administração do Estado
- Procedimento eleitoral
- Publicidade
- Previdência
- Segurança e Higiene no Trabalho
- Segurança Social
- Sociedades Anónimas
- Trabalhadores
- Férias
- Violência de Género

## Veja-se também
Dia da Igualdade Salarial